# Landa de Matamoros
Landa de Matamoros è una città dello stato di Querétaro, nel Messico centrale, capoluogo della omonima municipalità.
La popolazione della municipalità è di 18.905 abitanti e ha una estensione di 840,1 km².